# Torre Barcelona
La Torre Barcelona es un edificio que se ubicará en Avenida Santa Fe #482, Colonia Cruz Manca, alcaldía Cuajimalpa en la Ciudad de México, contara con 9 elevadores (ascensores). 

## La Forma
- Su altura es de 111 metros y tendrá 30 pisos.
- Su uso será comercial en los primeros 3 niveles y en el resto de la torre será residencial.
- La altura de cada piso a techo es de 3.54 m.
- El área total del rascacielos es de 41,000 m².

## Detalles Importantes
- Será parte del denominado proyecto City Santa Fe Eatapa I junto con City Santa Fe Torre Ámsterdam y City Santa Fe Torre Milán.
- Su construcción comenzó en el 2007 y concluirá a mediados de 2009.
- Contará con 100 departamentos.
- Contará con 9 ascensores.
- Los materiales que usaron para construir este rascacielos fueron aluminio, concreto armado y vidrio.
- Cuenta con 20 amortiguadores sísmicos y 120 pilotes de concreto que penetraran a una profundidad de 30 metros.
- Puede soportar un terremoto de 8.5 en la escala de Richter.
- Su arquitectos son: Bernardo Gómez, Fernando Cárdenas.
- Cuenta con 5 niveles subterráneos de aparcamiento.
- Será uno de los nuevos edificios altos del distrito de Santa Fe junto con Santa Fe Pads, Arcos Bosques Corporativo, City Santa Fe Torre Ámsterdam, Panorama Santa Fe, Grand Santa Fe Residencial Torre Oriente, Punta del Parque Torres A y B y City Santa Fe Torre Milán.
- Será considerado un edificio inteligente, debido a que el sistema de luz es controlado por un sistema llamado B3, al igual que el de Torre Mayor, Torre Ejecutiva Pemex, World Trade Center México, Torre Altus, Arcos Bosques, Arcos Bosques Corporativo, Torre Latinoamericana, Edificio Reforma 222 Torre 1, Haus Santa Fe, Edificio Reforma Avantel, Residencial del Bosque 1, Residencial del Bosque 2, Torre del Caballito, Torre HSBC, Panorama Santa Fe, City Santa Fe Torre Ámsterdam, Santa Fe Pads, St. Regis Hotel & Residences, Torre Lomas.

## Datos clave
- Altura: 111 metros aproximadamente.
- Área Total: 41,400 metros cuadrados.
- Pisos: 5 niveles subterráneos de estacionamiento y 30 pisos.
- Condición: En construcción.
- Rango:
  - En Santa Fe: 12º lugar, 2011: 14º lugar